# Поттер, Генри
Генри Поттер (англ. Henry Potter; 4 октября 1881, Сент-Луис, Миссури — 24 января 1955, Нью-Йорк, Нью-Йорк) — американский гольфист, серебряный призёр летних Олимпийских игр 1904.
На Играх 1904 в Сент-Луисе Поттер участвовал в двух турнирах. В командном он занял 6-е место, и в итоге его команда стала второй и получила серебряные награды. В одиночном разряде он занял 15-е место в квалификации, но пройдя в плей-офф, закончил соревнование уже в первом раунде.